# Championnat d'Ukraine de football 1992
Navigation
Saison suivante
La saison 1992 du Championnat d'Ukraine de football était la 1re édition de la première division ukrainienne.
Six des 20 clubs participants sont issus du Championnat d'URSS de football, disparu au moment de l'effondrement de l'URSS. Les autres sont sélectionnés parmi les divisions inférieures des championnats de football soviétique.
Les 20 équipes sont réparties en 2 poules de 10. Chaque équipe rencontre les autres équipes de sa poule 2 fois, une fois à domicile, une fois à l'extérieur. À la fin de la saison, les 2 équipes en tête de leur poule disputent la finale du championnat afin de désigner le champion d'Ukraine, tandis que les 2 équipes classées à la 2e place disputent un match pour la 3e place.

## Qualifications en Coupe d'Europe
Le champion d'Ukraine (vainqueur de la finale du championnat) se qualifie pour le tour préliminaire de la Ligue des champions 1992-1993 tandis que le finaliste se qualifie pour le premier tour de la Coupe UEFA 1992-1993. Quant au vainqueur de la Coupe d'Ukraine, il est qualifié pour la Coupe des Coupes 1992-1993.

## Les 20 clubs participants
Equipes ukrainiennes issues du championnat d'URSS de football :
- Dynamo Kiev
- Dnipro Dnipropetrovsk
- Tchernomorets Odessa
- Metalurg Zaporijia
- Metalist Kharkiv
- Shakhtar Donetsk

Equipes ukrainiennes issues du championnat d'URSS de football de D2 :
- Tavria Simferopol
- Bukovyna Tchernivtsi

Les 9 premiers clubs ukrainiens issues de la poule Ouest du championnat d'URSS de football de D3 :
- Torpedo Zaporijia
- Karpaty Lviv
- Nyva Ternopil
- Volyn Lutsk
- Zarya Louhansk
- SK Odessa
- Kremin Krementchouk
- Nyva Vinnytsia
- MFK Mykolaïv

Les 2 premières équipes ukrainiennes de la Zone 1 du championnat d'URSS de football de D4 :
- Naftovyk Okhtyrka
- Prykarpattya Ivano-Frankivsk (en)

Vainqueur de la Coupe d'Ukraine amateurs :
- Temp Shepetivka

## Compétition

### Phase de poules
Le barème de points servant à établir le classement se décompose ainsi :
- Victoire : 2 points
- Match nul : 1 point
- Défaite, forfait ou abandon du match : 0 point

#### Groupe A
| Rang | Équipe                 | Pts | J  | G  | N | P  | Bp | Bc | Diff |
| ---- | ---------------------- | --- | -- | -- | - | -- | -- | -- | ---- |
| 1    | Tavria Simferopol      | 28  | 18 | 11 | 6 | 1  | 30 | 9  | +21  |
| 2    | Shakhtar Donetsk       | 26  | 18 | 10 | 6 | 2  | 31 | 10 | +21  |
| 3    | Tchernomorets Odessa C | 25  | 18 | 9  | 7 | 2  | 30 | 12 | +18  |
| 4    | Torpedo Zaporijia      | 19  | 18 | 6  | 7 | 5  | 21 | 16 | +5   |
| 5    | Metalurg Zaporijia     | 18  | 18 | 6  | 6 | 6  | 20 | 19 | +1   |
| 6    | Karpaty Lviv           | 16  | 18 | 5  | 6 | 7  | 15 | 18 | -3   |
| 7    | Kremin Krementchouk    | 16  | 18 | 4  | 8 | 6  | 17 | 23 | -6   |
| 8    | Nyva Vinnytsia         | 14  | 18 | 5  | 4 | 9  | 18 | 33 | -15  |
| 9    | Evis Mykolaïv          | 10  | 18 | 3  | 4 | 11 | 12 | 29 | -17  |
| 10   | Temp Shepetivka        | 8   | 18 | 2  | 4 | 12 | 9  | 34 | -25  |

| Légende : Qualifications et relégations | Légende : Qualifications et relégations |
| --------------------------------------- | --------------------------------------- |
|                                         | Qualifié pour la finale du championnat  |
|                                         | Relégué en 2e division ukrainienne      |

| Résultats (▼dom., ►ext.)                                   | Simf | Shak | Tche | Torp | Meta | Lviv | Krem | Nyva | Myko | Shep |
| Tavria Simferopol                                          |      | 1-1  | 1-0  | 2-0  | 2-1  | 1-0  | 3-0  | 4-1  | 1-0  | 6-0  |
| Chakhtar Donetsk                                           | 0-0  |      | 0-0  | 0-0  | 2-0  | 1-0  | 2-0  | 5-0  | 2-0  | 2-0  |
| Tchernomorets Odessa                                       | 0-0  | 3-0  |      | 2-1  | 2-0  | 2-2  | 1-1  | 6-0  | 2-1  | 3-1  |
| Torpedo Zaporijia                                          | 1-1  | 1-2  | 0-2  |      | 3-0  | 2-1  | 0-0  | 4-0  | 2-0  | 2-0  |
| Metalurg Zaporijia                                         | 2-2  | 1-1  | 1-1  | 0-1  |      | 1-1  | 1-0  | 4-1  | 2-0  | 3-1  |
| Karpaty Lviv                                               | 0-2  | 1-0  | 2-1  | 0-0  | 0-0  |      | 1-1  | 2-1  | 2-0  | 2-0  |
| Kremin Krementchouk                                        | 1-1  | 2-3  | 1-1  | 1-1  | 0-1  | 1-0  |      | 1-0  | 2-1  | 1-1  |
| Nyva Vinnytsia                                             | 0-1  | 0-0  | 0-0  | 3-1  | 1-1  | 3-0  | 4-2  |      | 2-0  | 0-0  |
| Evis Mykolaïv                                              | 1-2  | 1-6  | 1-2  | 1-1  | 1-0  | 1-1  | 0-0  | 2-1  |      | 1-0  |
| Temp Shepetivka                                            | 1-0  | 0-4  | 0-2  | 1-1  | 0-2  | 1-0  | 2-3  | 0-1  | 1-1  |      |
| - Victoire à domicile - Match nul - Victoire à l'extérieur |      |      |      |      |      |      |      |      |      |      |

#### Groupe B
| Rang | Équipe                       | Pts | J  | G  | N | P  | Bp | Bc | Diff |
| ---- | ---------------------------- | --- | -- | -- | - | -- | -- | -- | ---- |
| 1    | Dynamo Kiev                  | 30  | 18 | 13 | 4 | 1  | 31 | 13 | +18  |
| 2    | Dniepr Dniepropetrovsk       | 23  | 18 | 10 | 3 | 5  | 26 | 15 | +11  |
| 3    | Metalist Kharkiv             | 21  | 18 | 8  | 5 | 5  | 21 | 16 | +5   |
| 4    | Nyva Ternopil                | 21  | 18 | 8  | 5 | 5  | 16 | 12 | +4   |
| 5    | Volyn Lutsk                  | 18  | 18 | 8  | 2 | 8  | 24 | 21 | +3   |
| 6    | Bukovyna Tchernivtsi         | 18  | 18 | 7  | 4 | 7  | 17 | 16 | +1   |
| 7    | Zarya Louhansk               | 17  | 18 | 6  | 5 | 7  | 23 | 23 | 0    |
| 8    | Naftovyk Okhtyrka            | 13  | 18 | 5  | 3 | 10 | 12 | 28 | -16  |
| 9    | Prykarpattya Ivano-Frankivsk | 12  | 18 | 3  | 6 | 9  | 9  | 18 | -9   |
| 10   | SK Odessa                    | 7   | 18 | 3  | 1 | 14 | 15 | 32 | -17  |

| Légende : Qualifications et relégations | Légende : Qualifications et relégations |
| --------------------------------------- | --------------------------------------- |
|                                         | Qualifié pour la finale du championnat  |
|                                         | Relégué en 2e division ukrainienne      |

| Résultats (▼dom., ►ext.)                                   | Dyna | Dnie | Khar | Tern | Luts | Cher | Luha | Naft | Pryk | Odes |
| Dynamo Kiev                                                |      | 2-2  | 2-1  | 1-0  | 2-0  | 1-0  | 2-1  | 1-0  | 2-0  | 4-2  |
| Dnipro Dnipropetrovsk                                      | 0-1  |      | 2-1  | 4-1  | 3-0  | 0-1  | 2-0  | 2-0  | 1-0  | 4-3  |
| Metalist Kharkiv                                           | 2-1  | 1-0  |      | 0-0  | 3-1  | 0-0  | 1-0  | 2-0  | 1-0  | 0-2  |
| Nyva Ternopil                                              | 0-2  | 1-0  | 1-1  |      | 2-0  | 1-0  | 2-0  | 2-0  | 2-0  | 1-0  |
| Volyn Lutsk                                                | 2-3  | 1-0  | 3-1  | 1-0  |      | 2-0  | 2-0  | 3-0  | 1-1  | 3-0  |
| Bukovyna Tchernivtsi                                       | 0-0  | 1-2  | 0-1  | 2-1  | 2-1  |      | 3-1  | 3-0  | 0-0  | 3-1  |
| Zarya Louhansk                                             | 1-1  | 1-1  | 2-2  | 1-1  | 2-1  | 2-1  |      | 3-0  | 4-0  | 1-0  |
| Naftovyk Okhtyrka                                          | 1-3  | 0-1  | 1-0  | 0-0  | 2-1  | 0-0  | 2-2  |      | 1-0  | 3-1  |
| Prykarpattya Ivano-Frankivsk                               | 0-0  | 0-1  | 1-1  | 0-0  | 0-0  | 0-1  | 2-1  | 4-1  |      | 1-0  |
| SK Odessa                                                  | 1-3  | 1-1  | 0-3  | 0-1  | 0-2  | 3-0  | 0-1  | 0-1  | 1-0  |      |
| - Victoire à domicile - Match nul - Victoire à l'extérieur |      |      |      |      |      |      |      |      |      |      |

### Matchs de classement

#### Finale du championnat
| 21 juin 1992 | Tavria Simferopol | 1 - 0 | Dynamo Kiev | Stade Ukraina, Lviv                            |                                                |
|              | S. Shevchenko 75e |       |             | Spectateurs : 36 000 Arbitrage : M. V. Pianykh | Spectateurs : 36 000 Arbitrage : M. V. Pianykh |
|              | (Rapport)         |       |             | Spectateurs : 36 000 Arbitrage : M. V. Pianykh | Spectateurs : 36 000 Arbitrage : M. V. Pianykh |

#### Match pour la3eplace
| 20 juin 1992 | Dniepr Dniepropetrovsk              | 3 - 2 | Shakhtar Donetsk             | Central Stadium, Zaporijia                      |                                                 |
|              | Tyshchenko 19e · Konovalov 38e, 74e |       | Bilychenko 51e · Atelkin 80e | Spectateurs : 3 000 Arbitrage : M. V. Tukhovsky | Spectateurs : 3 000 Arbitrage : M. V. Tukhovsky |
|              | (Rapport)                           |       |                              | Spectateurs : 3 000 Arbitrage : M. V. Tukhovsky | Spectateurs : 3 000 Arbitrage : M. V. Tukhovsky |

## Bilan de la saison
| Tableau d'Honneur                 |                      |
| Compétition                       | Vainqueur            |
| Championnat d'Ukraine de football | Tavria Simferopol    |
| Coupe d'Ukraine de football       | Tchernomorets Odessa |

| Qualifications européennes 1992-1993 |                      |
| Ligue des champions 1992-1993        | Qualifié             |
| Tour préliminaire                    | Tavria Simferopol    |
| Coupe des Coupes 1992-1993           | Qualifié             |
| 1er tour                             | Tchernomorets Odessa |
| Coupe UEFA 1992-1993                 | Qualifié             |
| 1er tour                             | Dynamo Kiev          |

| Promotions et relégations | |
| Relégués en 2e division   | Nyva Vinnytsia Evis Mykolaïv Temp Shepetivka Naftovyk Okhtyrka Prykarpattya Ivano-Frankivsk SK Odessa |
| Promus de 2e division     | Veres Rivne Kryvbass Krivoï-Rog                                                                       |

## Statistiques

### Meilleurs buteurs
| # | Buteurs           | Clubs                | Nb de Buts |
| - | ----------------- | -------------------- | ---------- |
| 1 | Youri Hudimenko   | Tavria Simferopol    | 12         |
| 2 | Timerlan Huseinov | Zarya Louhansk       | 11         |
| 3 | Ivan Hetsko       | Tchernomorets Odessa | 10         |
| 3 | Serguei Rebrov    | Shakhtar Donetsk     | 10         |